# Hradec Králové (hradiště)
Hradec Králové je pravěké a raně středověké hradiště, které stávalo v prostoru historického jádra Hradce Králové v Královéhradeckém kraji. Jeho stopy jsou známé z archeologických výzkumů v různých částech města.

## Historie
Výšina nad soutokem Labe a Orlice byla poprvé opevněna v eneolitu lidem kultury s nálevkovitými poháry. V mladší době bronzové na stejném místě vzniklo rozsáhlé hradiště, které je považováno za centrum lužické kultury. Opevněné osídlení zde existovalo také během doby halštatské. Poslední fází hradištního osídlení se stal raný středověk, kdy zde bylo v období mezi koncem devátého a první polovinou desátého století vybudováno nové opevnění. V jedenáctém století se hradiště stalo jedním z hlavních středisek hradské soustavy a uvnitř vyrostlo samostatně opevněné sídlo knížecích úředníků. V této podobě vytrvalo až do první poloviny třináctého století, kdy staré knížecí sídlo nahradil královský hrad a ve zbývajícím prostoru hradiště vyrostlo středověké město.

## Stavební podoba
Návrší ve Východolabské tabuli, na kterém byla hradiště postupně postavena, převyšuje okolní terén o deset až patnáct metrů. Eneolitické opevnění tvořila nejspíše prostá palisáda. Lužické hradiště měřilo asi dvanáct hektarů. Obklopoval jej příkop a hradba široká osm až deset metrů. Skládala se z dřevěné čelní stěny, na kterou navazovalo těleso dřevěné konstrukce vyplněné pískem s příměsí jílu. Na vrcholu hradby stála palisáda zesílená sešikmenými podpůrnými kůly.
Raně středověké opevnění využilo pozůstatky hradby mladobronzového hradiště. Jeho základem se stala hradba s čelní opukovou zdí z nasucho kladených kamenů. Podoba hradby na vnitřní straně není známá, ale předpokládá se, že byla dřevěná. Prostor mezi čelní a vnitřní stěnou byl vyplněn pravděpodobně roštovou konstrukcí vyplněnou vrstvami jílu a písku. Celková šíře hradby dosáhla až šesti metrů a na jejím vrcholu stála nejspíše palisáda. Vstup do hradiště se nacházel na západní straně v místech pozdější středověké Pražské brány.
V jedenáctém století byl na severozápadní straně areálu hradiště vymezen a samostatně opevněn okrsek se sídlem knížecích úředníků, který se stal akropolí, zatímco zbývající části hradiště sloužily jako předhradí. Akropoli s rozlohou 1,3 hektaru od hradiště odděloval příkop, za nímž stála hradba s čelní kamennou zdí a dřevohlinitým jádrem, na jejímž vrcholu se nacházela dřevěná konstrukce s ochozem na vnitřní straně.